# Santuario dell'Assunta (Morbegno)
Il santuario dell'Assunta sorge a Morbegno e rappresenta un felice matrimonio di arte rinascimentale (esterno) e arte barocca (interno).

## Storia
L'edificio si sviluppa a partire da una chiesa di inizio XV secolo, intitolata ai santi Lorenzo e Bernardo. Questa primitiva chiesa, che nel 1418 risultava essere in fase di costruzione nei pressi della cosiddetta Croseta, fu pronta non dopo il 1425.
Tra la fine del XV secolo e l'inizio del XVI, la primitiva struttura venne ampliata e modificata nell'orientamento. Questo primo ampliamento si rese necessario per fronteggiare un crescente afflusso di pellegrini che, da circa il 1440 in poi, si recavano presso la chiesa per venerare un affresco mariano ivi conservato. Un ulteriore ampliamento si registrò sul finire del XVI secolo.    
La consacrazione della chiesa risale al 1506.
L'attuale dedicazione deriva da un'omonima confraternita di Disciplini, già esistente nel 1416, che nel corso del XVI secolo ribattezzò la chiesa nel modo in cui è tutt'ora conosciuta.

## Descrizione

### Esterno
L'esterno deve il proprio aspetto agli interventi operati intorno al 1503 da Giovanni Antonio Amadeo e dai suoi allievi - tra i quali Tommaso Rodari - che applicarono lo stile del rinascimento lombardo. La facciata è ingentilita da un portale in pietra di Saltrio del Rodari (1517) e da un rosone fiammato realizzato dallo stesso autore, al quale si devono anche le rimanenti finestre.  
Il campanile, costruito in più fasi e rialzato negli anni 1730-1733, con i suoi circa 50 metri di altezza è il più alto della città. Ai piedi della torre campanaria trova posto un ossario del 1739, decorato con scene macabre nella seconda metà del XVIII secolo.

### Interno
L'interno è dominato da un'ancona lignea dedicata all'Assunta, realizzata negli anni 1516-1526 dagli intagliatori Tiburzio e Giovan Angelo Del Maino e dai pittori Gaudenzio Ferrari e Fermo Stella; nella predella ospita raffigurazioni direttamente tratte da alcune incisioni di Albrecht Dürer. L'ancona alloggia un affresco mariano di devozione popolare che faceva già parte della chiesa originaria. 
Degni di nota sono poi: 
- la cappella laterale destra,[4] detta delle Reliquie (o dell'Assunta),[4] che conserva all'interno di un ricco reliquiario a teca le spoglie di san Prospero martire[1];[12]
- la tela raffigurante la Natività della Vergine (attribuita a Gaudenzio Ferrari[1]); e
- un quadro secentesco, copia da Luca Giordano.

Il santuario presenta inoltre un diffuso ciclo di affreschi di gusto barocchetto opera di Pietro Bianchi detto il Bustini (1703-1706), del bergamasco Giuseppe Brina (o Prina) (1709-1710) e del morbegnese Giovan Pietro Romegialli (1768), nonché dei quadraturisti Giuseppe Porro da Milano (1768) e Giovanni Battista Pozzi da Porlezza (1709-1711). A Domenico Cazzanore di Blevio si devono invece una serie di vetrate artistiche realizzate tra il 1503 e il 1534.

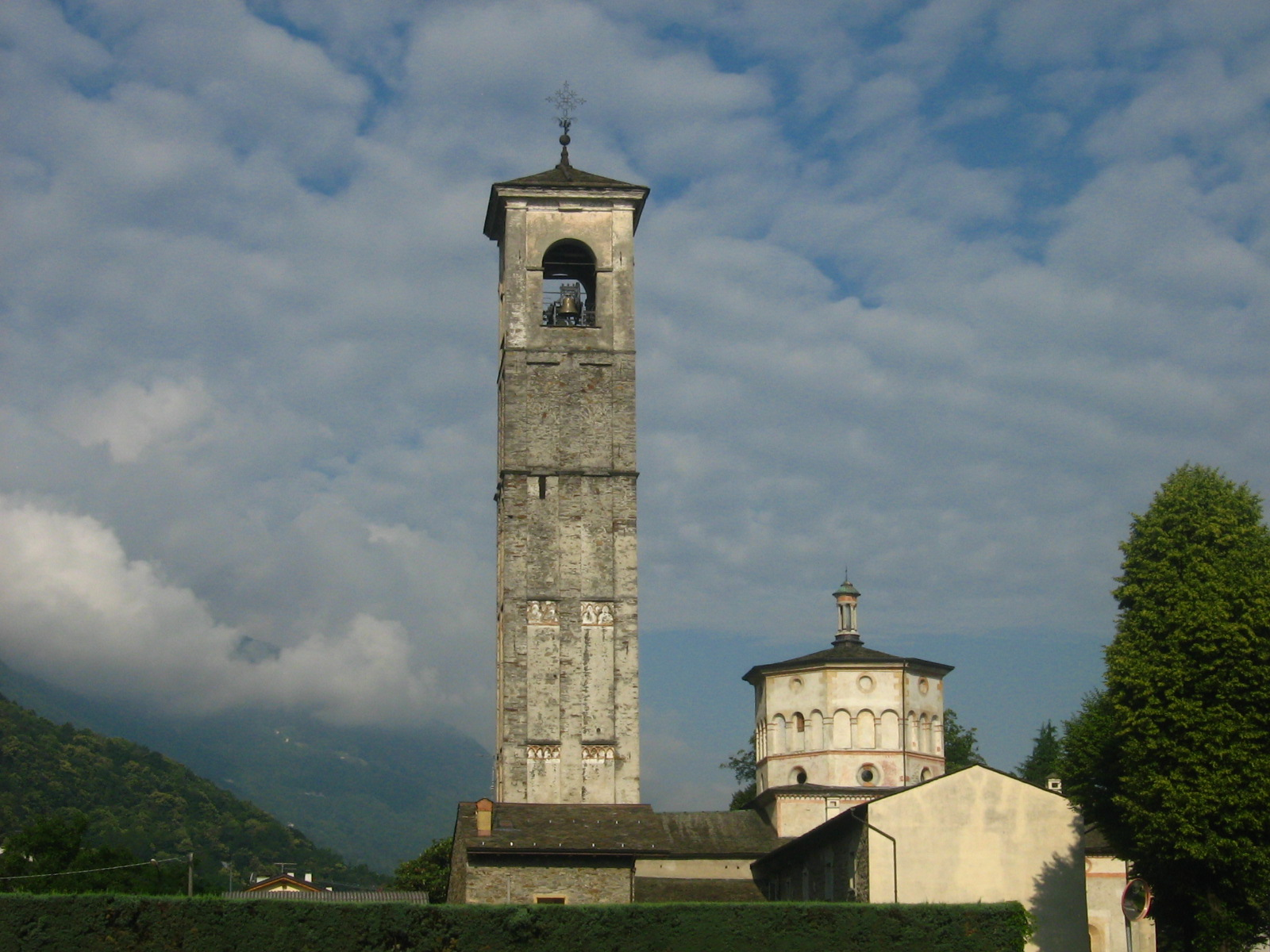
"L'Assunta" dal cimitero di San Martino
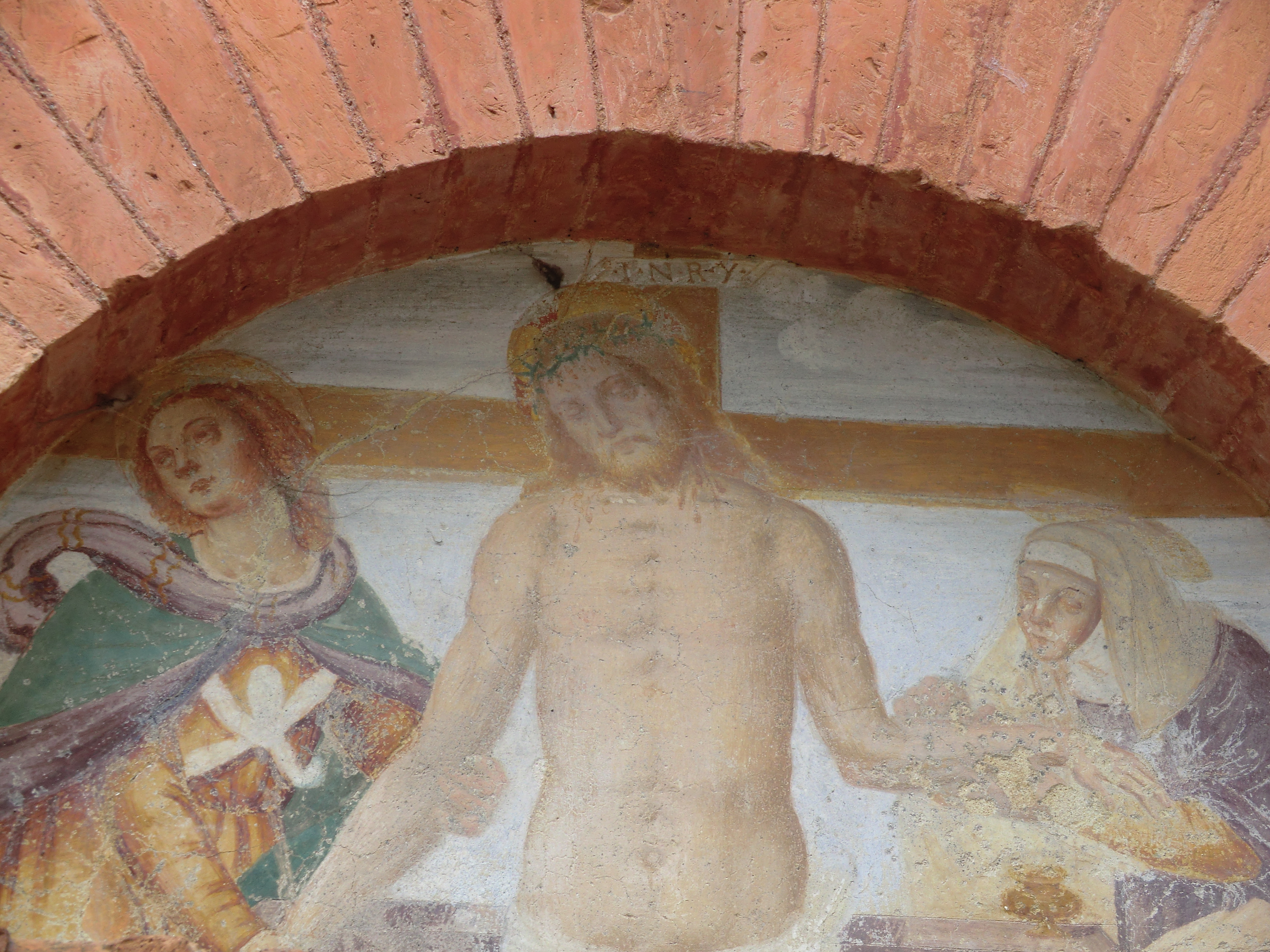
Lunetta dell'Assunta sul lato est
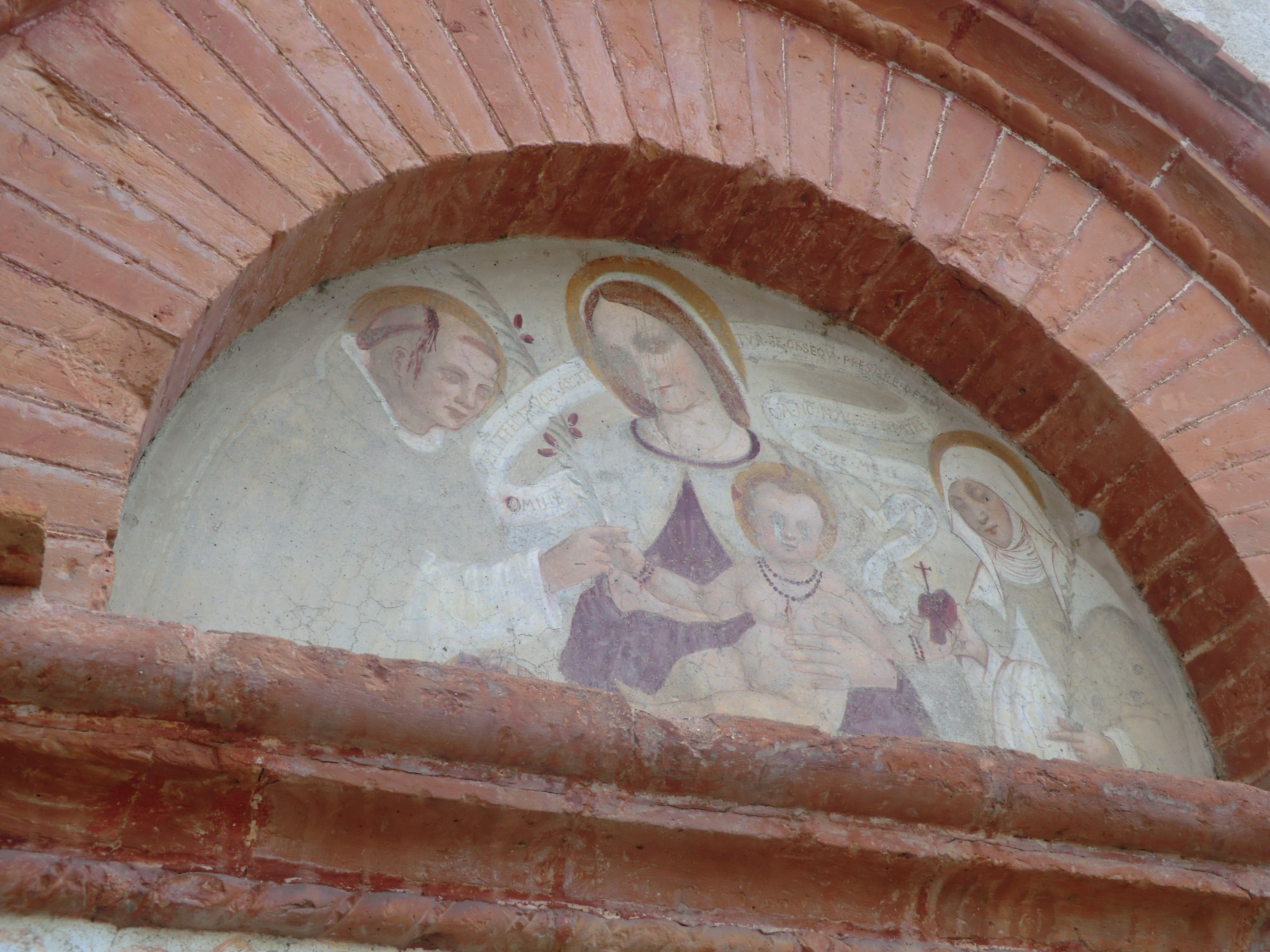
Lunetta dell'Assunta sul lato ovest